# 눈공포증
눈공포증(chionophobia)은 눈에의 두려움이다. 각각 "눈"과 "공포"를 의미하는 그리스어 단어 chiōn과 phobos에서 파생되었다.

## 원인
이 공포증의 원인은 어린 시절, 예를 들면 썰매 사고 등이다. 성인의 경우 눈을 통해 구동 할 때, 이 두려움은 종종 교통 사고에 의해 발생한다. 또한, 더 많은 생리학적 원인은 안구의 통증을 일으키는 원인인 광백색 눈에서 찾아진다. 눈공포증도 물공포증(눈은 물이 언 것이기 때문)과 같은 다른 공포증에서 개발 될 수 있다.

## 같이 보기
- 공포증 목록